# No One There
No One There è il secondo singolo della band finlandese Sentenced, estratto dall'album The Cold White Light, e pubblicato nel 2002 dalla Century Media Records.

## Tracce
1. No One There (desolate single version) - 4:01
2. Blood & Tears - 4:17

## Formazione
- Ville Laihiala - voce
- Miika Tenkula - chitarra
- Sami Lopakka - chitarra
- Vesa Ranta - batteria
- Sami Kukkohovi - basso